# Nexus 4
Nexus 4（代号为Mako）是由谷歌和LG电子共同开发的智能手机。该机作为三星电子制造的Galaxy Nexus的后续机型于2012年10月29日首次公布，并于2012年11月13日正式发布。该机为谷歌Nexus系列智能手机的第四个产品。与其他Nexus设备一样，Nexus 4 通过Google Play 销售无锁版，但也由网络运营商零售。
Nexus 4基于LG Optimus G的硬件研发，与前代相比，升级在于四核Snapdragon S4 Pro处理器，采用SONY BSI传感器的8百万像素后置摄像头和1.3百万像素前置摄像头，Qi 无线充电和Android 4.2 Jelly Bean系统更新。

## 历史

### 首次公布
Google预先公布将在纽约市举办新闻发布会发布Nexus 4 。但是，由于飓风桑迪该活动取消。Google于2012年10月29日的新闻稿中公布了Nexus 4（以及Android 4.2，Nexus 10平板电脑和具有蜂窝网络支持的Nexus 7）。Nexus 4发布于2012年11月13日。

### 发布与销售
Nexus 4在发布后于美国，英国，加拿大，德国，法国，西班牙和澳大利亚的Google Play商店上出售。在某些地区库存在发行后几分钟内迅速售罄。该手机于2013年1月29日再次在Play商店上架，此后没有发生重大供应短缺问题。
Nexus 4也通过电话运营商和零售商销售。2012年11月14日，T-Mobile开始销售16 GB型号。在感恩节的早晨，Google在Nexus 4的产品页面上将用户引到T-Mobile的在线商店；数小时内，T-Mobile的在线库存售罄。欧洲，中南美洲，亚洲，独立国家联合体和中东地区在2012年11月底之前以零售方式销售Nexus 4。
LG台灣將不會發售Nexus 4，取而代之的是LG Optimus G。LG香港在其Facebook上承認將在香港發售Nexus 4。
LG Nexus 4的8GB版本售價299美元，16GB售價349美元。另外16GB版本也將通過運營商T-Mobile定制發售，2年合約價為199美元。2013年8月28日，Nexus 4 8GB版本的售价折价100美元，从299美元降为199美元，约合人民币1219元左右；而16GB版本的售价也降至249美元，约合人民币1524元人民币。

## 特色

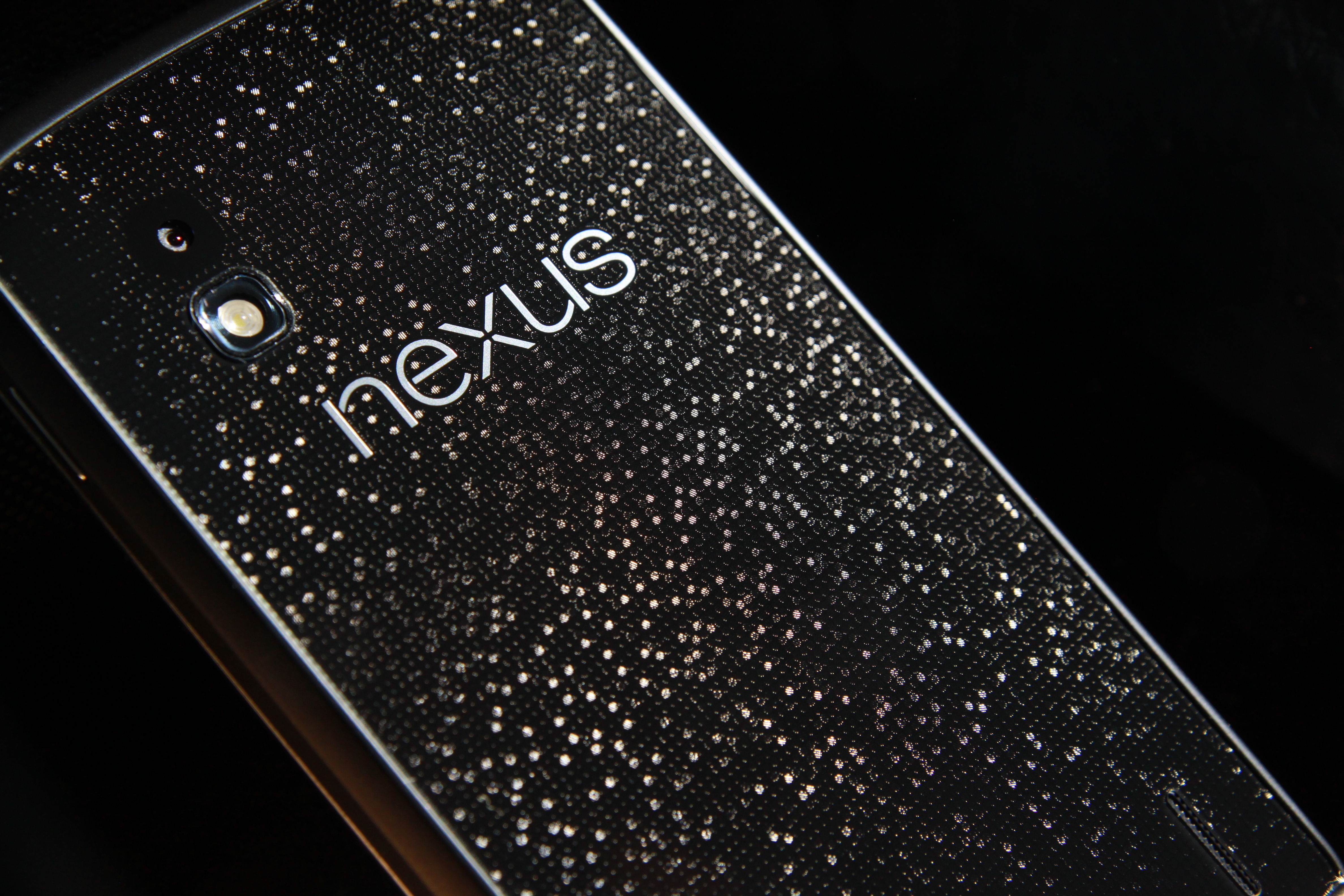
Nexus 4的后面板使用了带有点状装饰的玻璃，可以产生全息效果

### 硬件
Nexus 4的外观采用玻璃结构，环绕机身的是带有金属涂料的圆形塑料边框。为了改善边缘滑动手势的使用体验，左右两侧的屏幕玻璃略微弯曲。后面板使用了蚀刻有点状图案的玻璃，从而产生全息效果。
Nexus 4与LG Optimus G的内部硬件配置有诸多共同之处。该手机使用4.7英寸（120毫米）720p IPS显示屏。SOC为配备2 GB RAM 的1.5 GHz四核Snapdragon S4 Pro，拥有8或16GB的内部存储。类似Galaxy Nexus，Nexus 4不包含MicroSD插槽。2100  mAh电池可提供约15小时的通话时间和390小时的待机时间。与前代产品不同，Nexus 4的电池不易拆卸，但支持Qi感应充电标准。8MP像素后置摄像头和1.3MP像素前摄像头均使用索尼BSI传感器。
Nexus 4使用Micro SIM卡，不正式支持LTE，最高支持HSPA +网络。但其射频硬件仍包含被屏蔽的LTE部分，并且可以使用隐藏的基带设置来启用LTE支持。此支持仅限于LTE频段4。该设备未得到使用LTE的正式批准。Google最终在一次软件更新中禁用了启用LTE支持的功能。
Nexus 4在发售期间进行了较小的设计调整。后期发售的手机在底边框螺丝上方玻璃与边框交界处安装了凸起，可以提升手机放在平坦的表面上时扬声器的音量。后置摄像头的小改动减少了镜头周围的裸露区域。

### 软件
Nexus 4预装Android 4.2，它被冠以“更甜美的Jelly Bean”的名号，是对Android 4.1的增量更新。用户可以将小部件放置在锁定屏幕上，从屏幕的侧面滑动访问小部件。“通知”下拉栏中添加了“快速设置”菜单（可以访问Wi-Fi、蓝牙等常用设置），用两根手指从屏幕顶部拖动即可访问。内置的照片编辑器增加了新滤镜。新相机模式“ Photo Sphere”的可创建360度全景图。输入法添加了手势输入支持。“ Daydream”功能可以在手机充电或放在基座中时显示内容。此更新还增加了对Miracast媒体流的支持。
2013年7月，Nexus 4获得Android 4.3更新。该更新增加了按应用程序的隐私控制，拨号器的自动填充功能，低功耗蓝牙和AVRCP支持，OpenGL ES 3.0支持，新的数字版权管理（DRM）API以及其他小改进。
2013年11月，Nexus 4以出厂映像形式开始获得Android 4.4更新。该更新引入了重新设计的用户界面，改进的性能，添加了新的“ HDR + ”相机拍摄模式，本机打印功能，屏幕录制实用程序以及其他新功能。但是该更新并不包括Nexus 5的新主屏幕启动器Google 即时桌面，该应用于2014年2月随着Android 4.4更新的发布，于Google Play面向Nexus设备和Google Play版Android设备开放下载。
2014年11月，Nexus 4获得Android 5.0更新，2015年4月更新到Android 5.1，2015年5月更新到Android 5.1.1。 Google在发布Android 5.1.1之后，在支持的设备列表中移除了Nexus 4，这意味着它将不再获得任何正式的未来更新。

### 設計
機身顏色包括：
| 顏色 | 名稱 | 英語  | 備註       |
| ---- | ---- | ----- | ---------- |
|      | 黑色 | Black | 正面為黑色 |
|      | 白色 | White | 正面為黑色 |

## 参看
- LG Optimus G

## 外部連結
- Google 官方 Nexus 4 系统镜像文件下载页面（页面存档备份，存于）